# Paracrocera
Paracrocera är ett släkte av tvåvingar. Paracrocera ingår i familjen kulflugor.